# Oxysychus fusciclavula
Oxysychus fusciclavula är en stekelart som beskrevs av Xiao och Huang 2004. Oxysychus fusciclavula ingår i släktet Oxysychus och familjen puppglanssteklar. Inga underarter finns listade i Catalogue of Life.